# Bucklicht Männlein

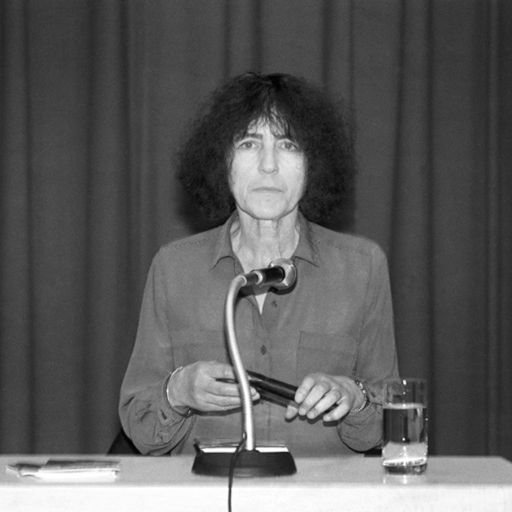
Gabriele Wohmann (1992)

Bucklicht Männlein ist eine kleine Erzählung von Gabriele Wohmann, die 1983 in der Kurzgeschichtensammlung Der kürzeste Tag des Jahres bei Luchterhand in Darmstadt erschien.
Die kleine Geschichte erinnert: „Abends vor dem Einschlafen im kuschligen Bett Beten nicht vergessen!“

## Inhalt
Venedig ist nicht das Richtige für Arno, finden seine Eltern. Er darf die Ferien wieder einmal bei Tante Patrizia – Pat genannt – verbringen. Als Arnos Mutter ihre Schwester Pat – eine Malerin – in der Sache anruft, hört der zwölfjährige Junge mit und freut sich.
Die Freude über den Besuch ist aber nicht immer auf Seiten Pats. Denn Arno ist wie das bucklicht Männlein. Pats Freund, ein Amerikaner, fragt, wer denn das bucklicht Männlein ist. Einer, bekommt er zur Antwort, der immer schon da ist, wohin man auch gehen mag.
Arno, der das mitanhört, ist beleidigt. Wie kann er der Tante nur klarmachen, dass es zwischen ihm und dem bucklicht Männlein einen Unterschied gibt? Als es ans Zubettgehen geht, wartet der Junge in Pats Schlafzimmer auf die Tante und denkt nach einem Weilchen: wie unschicklich!
Als die Tante am Einschlafen ist, stößt sie sich unter der Bettdecke an einem Zigarettenetui. Darin steht auf einem Zettel in Arnos Handschrift: „bet’ fürs bucklicht Männlein mit!“ Pat steht noch einmal auf, geht in das Schlafzimmer des Neffen und gibt dem Jungen einen Kuss auf die Wange.

## Literarische Bezüge
Die Erzählung nimmt mit dem Titel und dem Zitat am Ende Bezug auf das Kinderlied Das buckliche Männlein aus der Sammlung Des Knaben Wunderhorn (1808).

### Erstausgabe
- Gabriele Wohmann: Der kürzeste Tag des Jahres. Erzählungen. 144 Seiten. Luchterhand, Darmstadt 1983, ISBN 978-3-472-61531-6

### Verwendete Ausgabe
- Gabriele Wohmann: Bucklicht Männlein. Erzählungen. 151 Seiten. Aufbau-Verlag, Berlin 1984, ohne ISBN (enthält noch: Zwei Frauen im Spiegel. Der beste Freund ist in dem Himmel. Fünf vor zwölf. Die Herrlichkeit des Lebens. Fridas Freund. Große Liebe. Weiße Strickjacken. Auf der Fähre. Stille Wasser sind tief. Das Trugbild. Auf der Sonnenseite. Strafporto. Das war's dann wohl. Infektionskrankheiten. Das mittlere Elend. No Future)